# Армія Республіки Боснії і Герцеговини
Армія Республіки Боснії і Герцеговини, АРБіГ (босн. і хорв. Armija Republike Bosne i Hercegovine, ARBiH; серб. Армија Републике Босне и Херцеговине, АРБиХ) — колишні збройні сили Республіки Боснії і Герцеговини, засновані урядом Республіки Боснії і Герцеговини 15 квітня 1992 року з частин Територіальної оборони БіГ та організованих добровольців (Патріотична ліга, «Зелені берети» тощо) у відповідь на початок Боснійської війни. Поділялися на 7 корпусів, закріплених за певними територіями країни. Так, 4-й корпус обороняв Герцеговину (штаб — Мостар), а 5-й — Цазинську Країну (штаб — Бихач). 1-й корпус дислокувався в Сараєво, 2-й — в Тузлі, 3-й — в Зеніці, 6-й — в Коніці, а 7-й — в Травнику. Першим фактичним командувачем Армії був Сефер Халілович. Протягом війни Армія Республіки Боснії і Герцеговини була найчисельнішим військовим формуванням боснійських мусульман. В роки війни Армія Республіки Боснії і Герцеговини воювала насамперед проти збройних сил боснійських сербів (Vojska Republike Srpske), іноді спільно зі збройними силами боснійських хорватів (Hrvatsko vijeće obrane), а іноді і проти останніх, а також проти армії Автономного краю Західної Боснії під керівництвом Фікрета Абдича.
Після закінчення війни та підписання Дейтонських мирних угод в 1995 році її було об'єднано з Хорватською радою оборони в Армію Федерації Боснії і Герцеговини, а за Законом про реформу державної оборони було перетворено на підрозділ «Боснійські рейнджери», одне з трьох національних формувань у складі єдиних Збройних сил Боснії та Герцеговини.